# Liste der Kulturgüter in Dürrenroth
Die Liste der Kulturgüter in Dürrenroth enthält alle Objekte in der Gemeinde Dürrenroth im Kanton Bern, die gemäss der Haager Konvention zum Schutz von Kulturgut bei bewaffneten Konflikten, dem Bundesgesetz vom 20. Juni 2014 über den Schutz der Kulturgüter bei bewaffneten Konflikten sowie der Verordnung vom 29. Oktober 2014 über den Schutz der Kulturgüter bei bewaffneten Konflikten unter Schutz stehen.
Objekte der Kategorie A sind vollständig in der Liste enthalten, Objekte der Kategorie B sind im Gemeindegebiet nicht ausgewiesen, Objekte der Kategorie C fehlen zurzeit (Stand: 9. Februar 2024). Unter übrige Baudenkmäler sind geschützte Objekte zu finden, die im Bauinventar des Kantons Bern als «schützenswert» verzeichnet sind.

## Kulturgüter
| Foto |                                                         | Objekt                       | Kat. | Typ | Standort                                   | Beschreibung |
| ---- | ------------------------------------------------------- | ---------------------------- | ---- | --- | ------------------------------------------ | --- |
| BW   | Datei hochladen · Wikidata zu Bauernhof (Q19362572)     | Bauernhof KGS-Nr.: 00876     | A    | G   | Feld 93 626873 / 214593                    | 1787 erbautes Bauernhaus in Ständerbauweise unter Dreiviertelwalmdach, dominiert den umgebenden Weiler. Westfront mit olivgrün olivgrün gefasster Konstruktion, hellgrauer Ausfachung sowie Wappen- und Inschriftbemalung. Original erhaltene Zimmermeisterarbeiten mit durchgehenden, reich profilierten Fensterbänken, Zopfbügen und doppelten Freibünden. Nordseitig befindet sich ein Gewölbekeller, südseitig ein ehemaliger Webkeller.                             |
| ja   | Datei hochladen · Wikidata zu Gasthof Bären (Q19362574) | Gasthof Bären KGS-Nr.: 00877 | A    | G   | Dorfstrasse 17 626746 / 215510             | Um 1752 erbauter Gasthof mit Saalanbau von 1900. Herrschaftlicher Ständerbau im spätbarocken Stil mit geknicktem Walmdach an der Ostfront. Regelmässig geordnete Einzelfenster mit profilierten Stichbogenverdachungen und Bänken, Eckgliederungen mit Steinbau-Imitation. Hauptfronten schindelverrandet, abgestimmte Türkisgrün-Fassungen. südseitig Louis-quinze-Türblatt und reich gestaltetes schmiedeeisernes Wirtshausschild.                                     |
| ja   | Datei hochladen · Wikidata zu Gärbihof (Q19362573)      | Gärbihof KGS-Nr.: 09214      | A    | G   | Gärbihof 1, 1b, 3, 5, 7, 9 626206 / 215459 | 1803 erbautes Bauernhaus in Ständerbauweise über gewölbtem Sandsteinkeller und unter Halbwalmdach mit Ründe. Grau gefasste Südostfront mit zentraler Eingangstür und reicher Befensterung bis ins Dachgeschoss. Über sämtlichen Öffnungen sind spätbarocke profilierte Stichbogenverdachungen angebracht. Ebenso zeichnet sich das Gebäude durch gut erhaltene konstruktive Details aus, die Südwestseite besitzt eine aussergewöhnlich schöne barocke Kellertürrahmung. |
| ja   | Datei hochladen · Wikidata zu Gasthof Kreuz (Q19362575) | Gasthof Kreuz KGS-Nr.: 09777 | A    | G   | Dorfstrasse 20 626788 / 215484             | In den Jahren 1800 bis 1806 erbauter Gasthof im spätbarocken Stil (anstelle eines bis 1526 nachweisbaren Vorgängerbaus). Herrschaftlicher Ständerbau unter Mansart-Walmdach. Grau gefasste, grundsätzlich die Steinarchitektur imitierende Fronten mit Fugenquadern und Stichbogenfenstern. Klare Betonung der Mitte durch Portale und Louis-quinze-Türblätter. An die Ostseite ist eine Laube mit Türmchen und geschmiedetem Wirtshausschild angebracht.                |

## Übrige Baudenkmäler
Hinweis: Anstelle der KGS-Nummer wird als Objekt-Identifikator (ID) die Grundstücksnummer verwendet.
| ID       | Foto |                                                                          | Objekt                                            | Typ | Standort                             | Beschreibung |
| -------- | ---- | ------------------------------------------------------------------------ | ------------------------------------------------- | --- | ------------------------------------ | ------------ |
| 2        | BW   | Datei hochladen                                                          | Bauernhaus (1807)                                 | G   | Waltrigen 192 624058 / 214572        |              |
| 18       | BW   | Datei hochladen                                                          | Bauernhaus (1838)                                 | G   | Brunne 54 624881 / 212812            |              |
| 18       | BW   | Datei hochladen                                                          | Stöckli (1826)                                    | G   | Brunne 54a 624923 / 212803           |              |
| 31       | BW   | Datei hochladen                                                          | Speicher (1755)                                   | G   | Hälflige 86b 626962 / 213974         |              |
| 36       | BW   | Datei hochladen                                                          | Schmiede (1789)                                   | G   | Dorfstrasse 13 626721 / 215497       |              |
| 41       | BW   | Datei hochladen                                                          | Pfarrhaus (1778–1780)                             | G   | Dorfstrasse 15 626707 / 215533       |              |
| 50       | ja   | Datei hochladen                                                          | Gemeindehaus und Mehrzweckgebäude (1925)          | G   | Schulhausstrasse 15 626834 / 215344  |              |
| 54       | ja   | Datei hochladen · Wikidata zu Reformierte Kirche, Dürrenroth (Q55412467) | Reformierte Kirche (1486)                         | G   | Dorfstrasse 21 626774 / 215559       |              |
| 58       | BW   | Datei hochladen                                                          | Brunnen (2. Hälfte 19. Jh.)                       | K   | Dorfstrasse N.N.1 626769 / 215508    |              |
| 97       | BW   | Datei hochladen                                                          | Bauernhaus (1793)                                 | G   | Wolferdinge 44 625247 / 213709       |              |
| 97       | BW   | Datei hochladen                                                          | Stöckli und Schmiede (1826)                       | G   | Wolferdinge 44a 625254 / 213683      |              |
| 116      | BW   | Datei hochladen                                                          | Bauernhaus (1798)                                 | G   | Oberwaldstrasse 1 626862 / 215496    |              |
| 124      | BW   | Datei hochladen                                                          | Stützmauer und Gartenhäuschen (2. Hälfte 19. Jh.) | G   | Schangeneich 31d 623154 / 215491     |              |
| 124      | BW   | Datei hochladen                                                          | Bauernhaus (1860)                                 | G   | Schangeneich 31 623112 / 215441      |              |
| 124      | BW   | Datei hochladen                                                          | Ofen- und Waschhaus mit Stube (1. Hälfte 19. Jh.) | G   | Schangeneich 31c 623176 / 215490     |              |
| 147      | BW   | Datei hochladen                                                          | Pavillon (um 1890)                                | G   | Dorfstrasse N.N.2 626796 / 215450    |              |
| 152      | BW   | Datei hochladen                                                          | Bauernhaus (1785)                                 | G   | Mühlehof 128 626757 / 215736         |              |
| 152      | BW   | Datei hochladen                                                          | Speicher (1730)                                   | G   | Mühlehof 128b 626716 / 215730        |              |
| 162      | BW   | Datei hochladen                                                          | Speicher (1732)                                   | G   | Huebe 111b 625510 / 214377           |              |
| 168      | BW   | Datei hochladen                                                          | Bauernhaus (1835)                                 | G   | Huebe 110 625534 / 214461            |              |
| 173      | BW   | Datei hochladen                                                          | Bauernhaus (1847)                                 | G   | Meibach 2 628073 / 215947            |              |
| 173      | BW   | Datei hochladen                                                          | Speicher (1702)                                   | G   | Meibach 2a 628085 / 215977           |              |
| 176      | BW   | Datei hochladen                                                          | Bauernhaus (1832)                                 | G   | Fraumatt 78 626967 / 215002          |              |
| 176      | BW   | Datei hochladen                                                          | Speicher (1724)                                   | G   | Fraumatt 78b 626950 / 214963         |              |
| 182      | BW   | Datei hochladen                                                          | Speicher (1729)                                   | G   | Dagerdinge 96b 626570 / 213629       |              |
| 183      | BW   | Datei hochladen                                                          | Bauernhaus (Ende 19. Jh.)                         | G   | Brunne 56 625142 / 212941            |              |
| 186      | BW   | Datei hochladen                                                          | Bauernhaus (1812)                                 | G   | Hueberhof 17 626947 / 215362         |              |
| 186      | BW   | Datei hochladen                                                          | Speicher (1770)                                   | G   | Hueberhof 17a 626911 / 215334        |              |
| 186      | BW   | Datei hochladen                                                          | Stöckli (1774)                                    | G   | Hueberhof 19 626930 / 215322         |              |
| 191      | BW   | Datei hochladen                                                          | Bauernhaus (1803)                                 | G   | Gärbihof 3 626208 / 215456           |              |
| 205      | BW   | Datei hochladen                                                          | Mühle (1758)                                      | G   | Müli 17 626734 / 215702              |              |
| 222      | BW   | Datei hochladen                                                          | Speicher (1714)                                   | G   | Brunne 59c 625246 / 213026           |              |
| 231      | BW   | Datei hochladen                                                          | Speicher (1761)                                   | G   | Wannetal 85b 627322 / 213695         |              |
| 236      | BW   | Datei hochladen                                                          | Bauernhaus (1769)                                 | G   | Chabisberg 20 626368 / 216156        |              |
| 236      | BW   | Datei hochladen                                                          | Speicher (1816)                                   | G   | Chabisberg 20a 626406 / 216126       |              |
| 237      | BW   | Datei hochladen                                                          | Stöckli (1792)                                    | G   | Feld 93a 626844 / 214607             |              |
| 237      | BW   | Datei hochladen                                                          | Gartenhäuschen (1876)                             | G   | Feld N.N. 626852 / 214586            |              |
| 237      | BW   | Datei hochladen                                                          | Bauernhaus (1888)                                 | G   | Feld 93b 626873 / 214558             |              |
| 237      | BW   | Datei hochladen                                                          | Speicher mit Wohnteil (1805)                      | G   | Feld 93d 626853 / 214629             |              |
| 254      | BW   | Datei hochladen                                                          | Bauernhaus (1861)                                 | G   | Schnydersgrabe 4 627854 / 215186     |              |
| 254      | BW   | Datei hochladen                                                          | Speicher (1734)                                   | G   | Schnydersgrabe 4c 627818 / 215196    |              |
| 256      | BW   | Datei hochladen                                                          | Bauernhaus (1853)                                 | G   | Meibach 1 628094 / 216026            |              |
| 256      | BW   | Datei hochladen                                                          | Speicher (1716)                                   | G   | Meibach 1a 628055 / 216025           |              |
| 262      | BW   | Datei hochladen                                                          | Speicher (1731)                                   | G   | Tschättebach 15a 626671 / 215893     |              |
| 266      | BW   | Datei hochladen                                                          | Bauernhaus (1862)                                 | G   | Groppemoos 66 625678 / 213000        |              |
| 315      | BW   | Datei hochladen                                                          | Speicher (1738)                                   | G   | Waltrigen 38a 624518 / 214285        |              |
| 340      | BW   | Datei hochladen                                                          | Stöckli mit Gewerbeteil (18. Jh.)                 | G   | Grat 102 626180 / 214154             |              |
| 373; 481 | BW   | Datei hochladen                                                          | Wohnhaus (1744)                                   | G   | Oberwaldstrasse 4, 6 626837 / 215453 |              |
| 395      | BW   | Datei hochladen                                                          | Bauernhaus (1886)                                 | G   | Eggisbergweid 64c 625668 / 213711    |              |
| 399      | BW   | Datei hochladen                                                          | Wohnhaus (1908)                                   | G   | Dorfstrasse 25 626854 / 215533       |              |
| 400      | BW   | Datei hochladen                                                          | Bauernhaus (1929)                                 | G   | Eggisberg 64 626138 / 213162         |              |
| 408      | BW   | Datei hochladen                                                          | Speicher (1736)                                   | G   | Flüe 61a 625521 / 213740             |              |
| 433      | BW   | Datei hochladen                                                          | Bauernhaus (1762/64)                              | G   | Schangeneich 30 623080 / 215397      |              |
| 433      | BW   | Datei hochladen                                                          | Stöckli (1824)                                    | G   | Schangeneich 30a 623046 / 215399     |              |
| 436      | BW   | Datei hochladen                                                          | Speicher (1. Viertel 19. Jh.)                     | G   | Chüemoos 48a 624384 / 213767         |              |
| 440      | BW   | Datei hochladen                                                          | Bauernhaus (1799)                                 | G   | Chipf 3 626937 / 215490              |              |
| 446      | BW   | Datei hochladen                                                          | Bauernhaus (1751)                                 | G   | Wolferdinge 45 625198 / 213697       |              |
| 454      | BW   | Datei hochladen                                                          | Bauernhaus (1882)                                 | G   | Huebberg 199 624058 / 215332         |              |
| 460      | BW   | Datei hochladen                                                          | Stöckli (1747/1750)                               | G   | Huebberg 187a 623797 / 215347        |              |
| 502      | BW   | Datei hochladen                                                          | Kleinbauernhaus (18. Jh.)                         | G   | Huebe 112 625285 / 214155            |              |
| 502      | BW   | Datei hochladen                                                          | Bauernhaus (1869)                                 | G   | Huebe 113 625536 / 214146            |              |
| 502      | BW   | Datei hochladen                                                          | Speicher (1743)                                   | G   | Huebe 113a 625560 / 214133           |              |
| 502      | BW   | Datei hochladen                                                          | Ofenhaus (1792)                                   | G   | Huebe 113b 625560 / 214164           |              |
| 516      | BW   | Datei hochladen                                                          | Speicher (1743)                                   | G   | Wolferdinge 45c 625201 / 213644      |              |
| 516      | BW   | Datei hochladen                                                          | Bauernhaus (1835/36)                              | G   | Wolferdinge 46 625191 / 213610       |              |
| 519      | BW   | Datei hochladen                                                          | Speicher (1763)                                   | G   | Huebli 90a 626733 / 214283           |              |
| 525      | BW   | Datei hochladen                                                          | Bauernhaus (1857)                                 | G   | Brunne 55 625186 / 212849            |              |
| 525      | BW   | Datei hochladen                                                          | Speicher (Ende 18. Jh.)                           | G   | Brunne 55b 625136 / 212845           |              |
| 537      | BW   | Datei hochladen                                                          | Bauernhaus (1865)                                 | G   | Meibach 3 627856 / 215700            |              |
| 537      | BW   | Datei hochladen                                                          | Speicher (1748)                                   | G   | Meibach 3a 627852 / 215654           |              |
| 538      | BW   | Datei hochladen                                                          | Bienenhaus (1925)                                 | G   | Meibach 3b 627894 / 215692           |              |
| 553      | BW   | Datei hochladen                                                          | Speicher (1727)                                   | G   | Müsle 117a 626674 / 214861           |              |
| 554      | BW   | Datei hochladen                                                          | Bauernhaus (1833)                                 | G   | Müsle 118 626517 / 214813            |              |
| 568      | BW   | Datei hochladen                                                          | Speicher (1747)                                   | G   | Bannholz 104b 625998 / 214394        |              |
| 575      | BW   | Datei hochladen                                                          | Bauernhaus (1893)                                 | G   | Ober-Waltrige 43 624902 / 214250     |              |
| 1032     | BW   | Datei hochladen                                                          | Stöckli (1828)                                    | G   | Ober-Waltrige 43a 624900 / 214207    |              |
| 575      | BW   | Datei hochladen                                                          | Speicher (1670)                                   | G   | Ober-Waltrige 43b 624854 / 214238    |              |
| 592      | BW   | Datei hochladen                                                          | Gasthaus Oberwald (1762)                          | G   | Oberwald 72 627769 / 212920          |              |
| 599      | BW   | Datei hochladen                                                          | Ehemaliges Schulhaus (1788)                       | G   | Dorfstrasse 19 626759 / 215535       |              |
| 633      | BW   | Datei hochladen                                                          | Bauernhaus (1785)                                 | G   | Gärbihof 1 626108 / 215508           |              |
| 633      | BW   | Datei hochladen                                                          | Speicher (1831)                                   | G   | Gärbihof 1b 626138 / 215469          |              |
| 638      | BW   | Datei hochladen                                                          | Bauernhaus (1820)                                 | G   | Breite 10 627238 / 215982            |              |
| 638      | BW   | Datei hochladen                                                          | Stöckli (1794)                                    | G   | Breite 10a 627193 / 215950           |              |
| 711      | BW   | Datei hochladen                                                          | Wohnstock (1792)                                  | G   | Gärbihof 7 626220 / 215401           |              |
| 725      | BW   | Datei hochladen                                                          | Wohnhaus (1910)                                   | G   | Dorfstrasse 30 626885 / 215519       |              |
| 812      | BW   | Datei hochladen                                                          | Speicher (1738)                                   | G   | Breite 10b 627191 / 215989           |              |
| 854      | BW   | Datei hochladen                                                          | Wohnstock (1826)                                  | G   | Dorfstrasse 28 626829 / 215493       |              |
| 856      | BW   | Datei hochladen                                                          | Stöckli (1756)                                    | G   | Waltrigen 41 624666 / 214183         |              |
| 857      | BW   | Datei hochladen                                                          | Speicher (1689)                                   | G   | Waltrigen 40b 624670 / 214163        |              |
| 884      | BW   | Datei hochladen                                                          | Wohnhaus (1836)                                   | G   | Oberwaldstrasse 8 626816 / 215408    |              |
| 964      | BW   | Datei hochladen                                                          | Bauernhaus (1781)                                 | G   | Waldheim 23 626058 / 215794          |              |
| 965      | BW   | Datei hochladen                                                          | Wohnhaus (1792)                                   | G   | Dorfstrasse 9 626662 / 215493        |              |
| 998      | BW   | Datei hochladen                                                          | Stöckli und ehemalige Käserei (1901)              | G   | Meibach 1c 628123 / 216022           |              |